# Суперкубок России по мини-футболу 2024
Суперкубок России по мини-футболу 2024 года (Winline Суперкубок России по футзалу среди мужских команд 2024) — соревнование между лучшими командами российского мини-футбола сезона 2023/2024, прошедшее с 24 по 25 августа в Москве на волейбольной арене «Динамо». Впервые в истории турнира он прошёл в формате Финала четырёх. Победителем стал действующий чемпион России клуб «Газпром-Югра» из Югорска (Ханты-Мансийский АО).

## Участники
| Клуб              | Город    | Путь                                                                   |
| ----------------- | -------- | ---------------------------------------------------------------------- |
| Газпром-Югра      | Югорск   | Чемпион России 2023/24                                                 |
| Норильский никель | Норильск | Обладатель Кубка России 2023/24                                        |
| Ухта              | Ухта     | Обладатель Кубка Лиги 2024                                             |
| Тюмень            | Тюмень   | Приглашен по остаточному принципу; 3 место в чемпионате России 2023/24 |

## Ход турнира
|  | Полуфиналы (24 декабря) | Полуфиналы (24 декабря) |                                |              | Финал (25 декабря) | Финал (25 декабря) |
|  |                         |                         |                                |              |                    |                    |
|  |                         |                         |                                |              |                    |                    |
|  |                         |                         |                                |              |                    |                    |
|  | Норильский никель       | 1                       |                                |              |                    |                    |
|  | Норильский никель       | 1                       |                                |              |                    |                    |
|  | Тюмень                  | 0                       |                                |              |                    |                    |
|  | Тюмень                  | 0                       | Газпром-Югра                   | 4            |                    |                    |
|  |                         |                         | Газпром-Югра                   | 4            |                    |                    |
|  |                         | Норильский никель       | 3                              |              |                    |                    |
|  | Газпром-Югра            | Норильский никель       | 3                              | 4 (4:2 пен.) |                    |                    |
|  | Газпром-Югра            |                         |                                | 4 (4:2 пен.) |                    |                    |
|  | Ухта                    | 4                       |                                |              |                    |                    |
|  | Ухта                    | 4                       | Матч за 3-е место (25 декабря) |              |                    |                    |
|  |                         |                         |                                |              |                    |                    |
|  |                         |                         |                                |              |                    |                    |
|  |                         |                         |                                |              |                    |                    |
|  | Ухта                    | 6                       |                                |              |                    |                    |
|  | Ухта                    | 6                       |                                |              |                    |                    |
|  | Тюмень                  | 7                       |                                |              |                    |                    |

### 1/2 финала
| Норильский никель           | 1:0     | Тюмень |
| --------------------------- | ------- | ------ |
| - Карлос Аугусто 34′ (авт.) | (отчёт) |        |

| Газпром-Югра                                               | 4:4 (4:2 пен.) | Ухта                                                               |
| ---------------------------------------------------------- | -------------- | ------------------------------------------------------------------ |
| - Виноградов 2′ - Тейшейра 30′ - Щимба 33′ - Понкратов 48′ | (отчёт)        | - Павлов 19′ - Парадински 31′ (пен.) - Карелин 31′ - Прудников 50′ |
| Пенальти                                                   |                |                                                                    |
| - Дуду - Щимба - Тейшейра - Понкратов                      | 4:2            | - Педала - Парадински - Хусаинов - Прудников                       |

### Матч за 3 место
| Ухта                                                                                                 | 6:7     | Тюмень                                                                                    |
| --- | ------- | ----------------------------------------------------------------------------------------- |
| - Парадински 4′ (пен.) - Павлов 8′ - Низамутдинов 8′ - Мусин-Пушкин 11′ - Карелин 18′ - Москалёв 39′ | (отчёт) | - Батырев 6′, 26′, 34′ - Герейханов 19′ - Упалёв 19′ - Жоао Силвейра 25′ - Владимиров 28′ |

### Финал
| Газпром-Югра                                         | 4:3     | Норильский никель              |
| ---------------------------------------------------- | ------- | ------------------------------ |
| - Щимба 2′ - Тейшейра 14′ - Карпов 32′ - Пирогов 40′ | (отчёт) | - Кудзиев 22′, 26′ - Лялин 31′ |